# Ниценко, Александра Павловна
Александра Павловна Ниценко (род. 21 марта 1998 года, Красноярск, Россия) — российская бывшая спортсменка, борец вольного стиля. Призёрка чемпионата России. Победительница первенства Европы среди юниоров. Мастер спорта международного класса.

## Биография
Александра родилась 21 марта 1998 года в Красноярске. С начальной школы она начала тренироваться в прославленной академии имени Д.Г. Миндиашвили, ее первым и последним тренером был Сучков Александр Васильевич.

## Спортивная карьера

### 2014
Ниценко дебютировала на своем первом международном уровне. Он выиграла бронзовую медаль первенства Европы среди кадетов, который прошел в Самокове (Болгария). В малом финале она одолела украинку Кристину-Зоряну Демко.

### 2015
В юношеском возрасте, Александра участвовала на турнире "Klippan Lady Open" в Швеции и на гран-при Германии в Дормагене, 25 марта на первенстве Сибирского федерального округа она пришла первой, после стала победительницей первенства России среди кадетов и отобралась на первенство мира в весовой категории до 52 кг, который проходил в Боснии и Герцеговине. На данном первенстве, она в 1/8 финала выиграла соперницу из Венгрии Эрику Богнар, затем в четвертьфинале пуэрториканку Габриелу Рамос, в полуфинале узбечку Шахадат Джуллибаеву, но в финале уступила спортсменке из Азербайджана Лейле Гурбанове.

### 2016
Весной ей было присвоено звание "Мастер спорта". Летом Ниценко дебютировала на взрослом чемпионате страны, где чуть сенсационно не выиграла бронзовую медаль, но в схватке за 3 место проиграла Любовь Сальникове из Кемеровской области. В ноябре, Александра выиграла всероссийский турнир в Башкортостане, в категории до 55 килограмм.

### 2017
В январе, она попытала свои силы на престижнейшем турнире серии гран-при Иван Ярыгин. В первом круге она выиграла кыргызстанку Айбике Артыкали кызы, но в следующем кругу уступила Алтанцецег Батцецег из Монголии. В феврале она выступила на международном турнире в Варне, Болгария, где стала серебряной медалисткой. В марте, она выиграла первенство сибирского федерального округа в категории до 55 кг. В апреле, на первенстве России среди юниорок она стала третьей.  

### 2018
В мае, Александра победила на первенстве России среди юниоров до 55 кг. В августе, Ниценко выиграла свой первый серьезный титул, чемпионат Европы среди юниоров. В итальянском Риме, ей не было равных в весовой категории до 55 кг. Она выиграла у Патрисии Гил (Польша), Еда Текин (Турция), Жимонетты Жекер (Венгрия) и Дарьи Шинкевич (Беларусь). В августе, в Смоленске на Чемпионате России проиграла в бронзовом поединке Марине Симонян (Ростовская область). В конце года стала бронзовым призёром открытого кубка России в Чувашии.

### 2019
В январе, Ниценко выиграла турнир памяти Миндиашвили в Красноярске. В феврале, в Болгарии, Александра стала второй на турнире памяти Петко Сиракова и Ивана Илиева. В марте ей было присвоено звание мастера спорта международного класса. Участвовала на чемпионате Европы до 23 лет в Сербии, но стала только шестой. На чемпионате России в Улан-Удэ она стала пятой проиграв схватку за 3-е место представительнице Калининградской области Александре Андреевой.

### 2020
В конце января вновь выступила на турнире гран-при Иван Ярыгин в весовой категории до 55 кг, но в первом же круге проиграла казахстанской спортсменке Марине Зуевой. В сентябре на чемпионате России она наконец выиграла бронзовую медаль в новой для себя весовой категории до 59 кг. В ноябре дебютировала по правилам пляжной борьбы.

### 2021
Получив травму плеча, выступила на первенстве Европы до 23 лет в Северной Македонии, где уступила белоруске Кристина Сазыкине и потеряла шанс на призовое место. Весной, на гран-при Ивана Ярыгина добыла бронзовую медаль.

### 2022
В связи травмы плеча, пропустила гран-при Ивана Ярыгина. В лиге Поддубного она стала пятой, уступив Юлии Алборовой (Москва). Так же финишировала пятой на чемпионате России, в весовой категории до 59 кг. В конце 2022 года завершила спортивную карьеру.

## Спортивные достижения
- 2014 Первенство Европы среди кадетов — ;
- 2015 Первенство мира среди кадетов — ;
- 2018 Первенство Европы среди юниоров — ;
- 2020 Чемпионат России — ;

## Личная жизнь
Проживет в Красноярске. Работает персональным тренером по вольной борьбе.